# Eialete

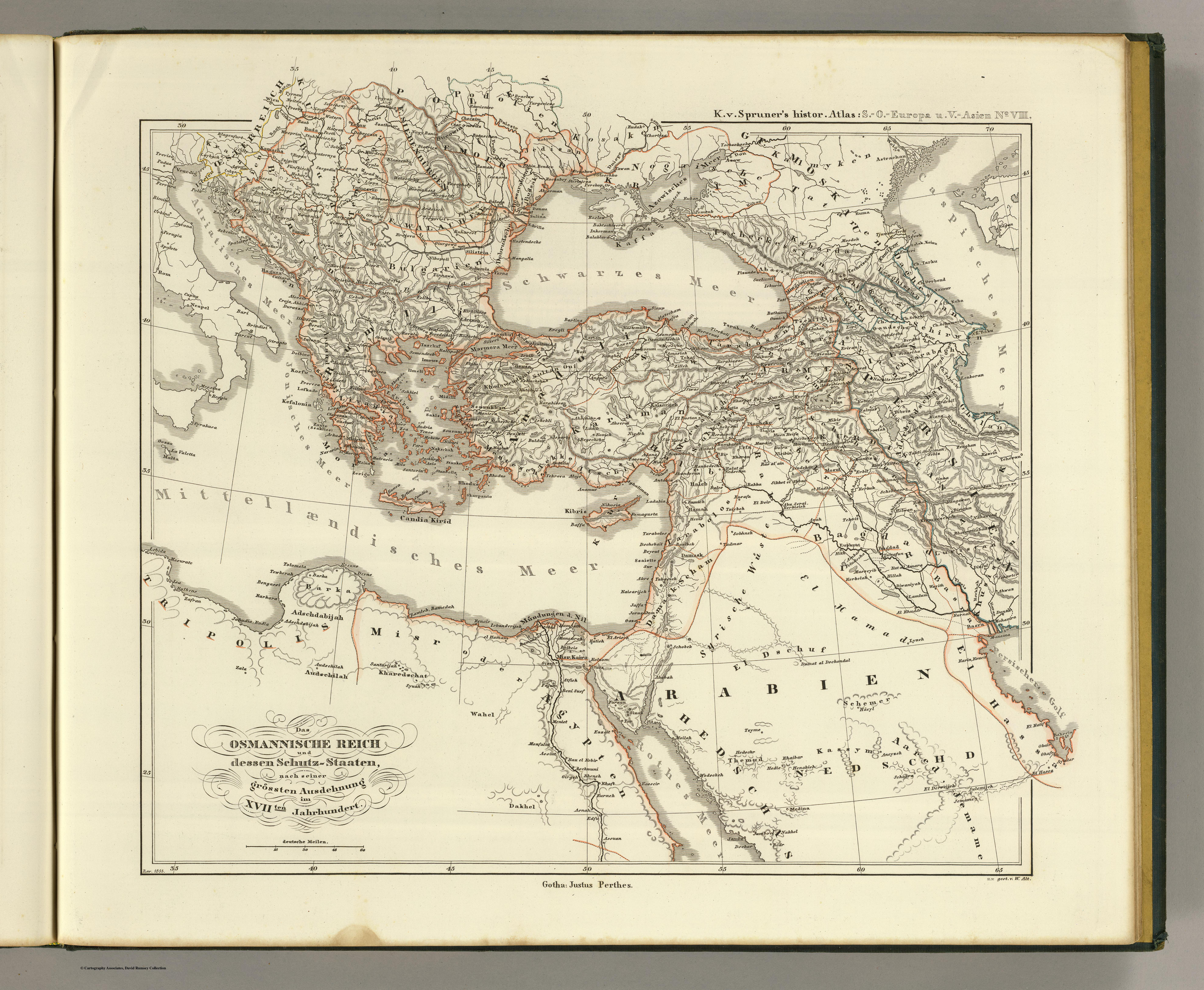
Mapa do Império Otomano de 1855. O título original é Das osmannische Reich im XVIIten Jahrhundert, obra do cartógrafo alemão Karl Spruner von Merz (1803–1892)

Eialete (em árabe: iyalahat; em turco otomano: eyâlet, pronunciado [ejaːˈlet]) era uma antiga divisão administrativa primária do Império Otomano. O termo por vezes é traduzido como província ou governorado. Dependendo da categoria do governador, foram também por vezes designados como paxalatos (regidos por um paxá), beilhiques (regidos por um bei ou um beilerbei) e capudalhiques (regidos por um capitão paxá).

## História
Desde 1453 até princípios do século XIX, os governos otomanos locais estruturavam-se livremente. A princípio, o império estava dividido em províncias chamadas eialetes, regidas por um paxá de três caudas. O grão-vizir era o responsável por nomear todos os altos funcionários do estado, tanto na capital como nas províncias. Entre 1861 e 1866, estes eialetes foram abolidos, e o território foi dividido para administração em vilaietes.
Os eialetes eram subdivididos em distritos chamados liuas ou sanjacos, cada um dos quais a cargo de um paxá de uma cauda, com o título de Mira-lira, ou sanjaco-bei. Estes distritos foram chamados, em geral, paxalatos pelos europeus. O paxá era investido com poderes de governo absoluto dentro do seu distrito, tendo a seu cargo tanto os departamentos militares e financeiros, como a polícia e a justiça penal.
Em funções oficiais, a ordem de precedência dos governadores dos eialetes era: Egito, Bagdá, Abissínia, Buda e Anatólia, e o resto ordenados de acordo com a ordem cronológica da sua conquista.

## Eialetes do Império Otomano
EM 1609 dispõe-se de uma fonte fiável dos antigos eialetes, uma lista de Aim Ali com os 32 eialetes vigentes e o seu estatuto oficial nesse momento.
| Início    | Fim           | Nome da província                          | Nome em turco otomano e transliteração (para turco moderno) | Notas |
| --------- | ------------- | ------------------------------------------ | ----------------------------------------------------------- | --- |
| 1362      | 1826          | Eialete de Rumélia                         | Rumeli                                                      | Com a Anatólia, um dos dois eialetes originais |
| 1393      | 1827          | Eialete da Anatólia                        | Anadolu                                                     | Com a Rumélia, um dos dois eialetes originais |
| 1398      | 1864          | Eialete de Sivas                           | Sivas                                                       | |
| 1461      | 1864          | Eialete de Trebizonda, Lazistão            | Trabzon                                                     | |
| 1468      | 1864          | Eialete da Caramânia                       | Karaman                                                     | |
| 1514      | 1864          | Eialete de Erzurum                         | Erzurum                                                     | |
| 1516      | 1864          | Eialete de Damasco                         | Şam                                                         | |
| 1517      | 1867          | Eialete de Egito                           | مصر Mıṣır (Mısır)                                           | |
| 1517      | 1830          | Eialete de Argel                           | جزاير غرب Cezâyîr-i Ġarb (Cezayir Garp)                     | |
| 1517      | 1864          | Eialete de Moçul                           | Mosul                                                       | |
| 1517 1830 | 1635 1864     | Eialete do Iêmem                           | Yemen                                                       | |
| 1520      | 1864          | Eialete da Bósnia                          | Bosna                                                       | |
| 1521      | 1864          | Eialete de Dulcadir                        | Maraş, Dulkadır                                             | |
| 1524      | 1864          | Eialete de Túnis                           | Túnis                                                       | |
| 1534      | 1864          | Eialete de Alepo                           | حلب Ḥaleb (Halep)                                           | |
| 1535      | 1864          | Eialete do Arquipélago                     | Cezayir-i Bahr-i Sefid                                      | Domínio do capitão paxá (Senhor Almirante); também chamado Denizi ou Denizli, e depois Vilaiete do Arquipélago |
| 1535      | 1861          | Eialete de Bagdá                           | بغداد Baġdâd (Bağdat)                                       | |
| 1538      | 1864          | Eialete de Baçorá                          | بصره Baṣra (Basra)                                          | |
| 1541      | 1686          | Eialete de Buda                            | Budin                                                       | |
| 1541      | 1686          | Eialete de Diarbaquir                      | دياربكر Diyârbekir (Diyarbakır)                             | |
| 1541      | 1686          | Eialete de Xerizor                         | Şehrizor                                                    | Também Xarizor, Xerizul ou Quircuque. Em 1830, este eialete foi incorporado no eialete de Moçul como sanjaco de Quircuque.                                                                                                 |
| 1541      | 1686          | Eialete da Silístria                       | Silistre                                                    | Depois por vezes chamado Ochakiv (Özi); Primeiro beilerbei foi o cã do Canato da Crimeia |
| 1548      | 1864          | Eialete de Vã                              | Van                                                         | |
| 1551      | 1663          | Eialete de Alhaça                          | Lahsa                                                       | Raras vezes gobernou diretamente |
| 1551      | 1864          | Eialete de Tripolitânia (Trípoli no Oeste) | Trablus-ı Garb (Trablusgarp)                                | |
| 1552      | 1716          | Eialete de Temeşvar                        | Tımışvar (Temeşvar)                                         | |
| 1554      | 1867          | Eialete da Abissínia                       | Habeş                                                       | Incluía áreas de ambos os lados do mar Vermelho. Também chamado "Meca e Medina" |
| 1567      | 1569          | Eialete de Saná                            | San'a                                                       | Divisão temporal de Yemen |
| 1567      | 1569          | Eialete de Zabide                          | Zebit                                                       | Divisão temporal de Yemen |
| 1568      | 1774          | Eialete de Kefe (Teodósia)                 | Kefe                                                        | |
| 1570      | 1864          | Eialete de Trípoli (Trípoli no Leste)      | Trablus-ı Şam (Trablusşam)                                  | |
| 1574      | antes de 1609 | Lazistão                                   |                                                             | |
| 1578      | 1604          | Eialete de Xirvão                          | Şirvan                                                      | Supervisionado por um serdar [chefe] em lugar de um beilerbei |
| 1578      | 1586          | Eialete de Tbilisi                         | Tiflis                                                      | Talvez substituído por Gori após 1586 |
| 1578      | antes de 1609 | Eialete da Abecásia                        | Abhazya                                                     | Também chamado Sucumi [Sohumkale] ou Geórgia [Gurcistão] e incluía Mingrélia e Imerícia beo como a moderna Abecásia – nominalmente anexada mas nunca completamente conquistada                                             |
| 1578      | antes de 1609 | Eialete de Dagestão                        | Dağıstan                                                    | Também chamado Demirkapı – atribuído a um serdar [chefe] mais que um beiberlei |
| 1578      | antes de 1609 | Eialete da Caquécia                        | Kaheti                                                      | O rei da Caquécia foi designado bei hereditário |
| 1578      | 1845          | Eialete de Mesquécia                       | Çıldır                                                      | Também chamado Mesquécia, depois possivelmente coextensivo com o eialete de Akhaltsikhe (Ahıska). A maioria do eialete passou para a Rússia em 1829. As partes restantes do eialete foram incorporadas em Erzurum em 1845. |
| 1579      | antes de 1609 | Eialete de Poti                            | Faş                                                         | Pode ter sido outro nome para Trebizonda |
| 1580      | 1604          | Eialete de Carse                           | Kars                                                        | Fundido com o Eialete de Mesquécia em 1604. Finalmente incorporado no Eialete de Erzurum em 1845. |
| 1583      | 1583          | Eialete de Shemakha                        | Şamahı                                                      | Pode ter sido outro nome para Xirvão |
| 1583      | 1604          | Eialete de Erevã                           | Erivan                                                      | Por vezes também incluía Vã |
| 1584      | antes de 1609 | Eialete de Dmanisi                         | Tumanis                                                     | |
| 1584      | antes de 1609 | Eialete de Lorri                           | Lori                                                        | |
| 1585      | 1603          | Eialete de Tabriz                          | Tebriz                                                      | |
| 1588      | 1604          | Eialete de Ganja                           | Gence                                                       | |
| 1588      | antes de 1609 | Eialete de Gori                            | Gori                                                        | Provavelmente substituiu Tbilisi após 1586 |
| 1594      | 1598          | Eialete de Győr                            | Yanık                                                       | |
| 1594      | 1864          | Eialete de Raca                            | Rakka                                                       | |
| 1595      | 1595          | Eialete da Moldávia                        | Boğdan                                                      | No resto do tempo a Moldávia foi uma província autónoma separada |
| 1595      | 1595          | Eialete da Valáquia                        | Eflak                                                       | No resto do tempo a Valáquia foi uma província autónoma separada |
| 1596      | 1600          | Eialete de Szigetvár                       | Zigetvar                                                    | Depois transferido para Kanizsa |
| 1596      | 1661          | Eialete de Eger                            | اكر Egir (Eğri)                                             | |
| 1600      | 1686          | Eialete de Kanizsa                         | Kanije                                                      | |
| 1603      | antes de 1609 | Eialete de Akhaltsikhe                     | Ahıska                                                      | Tanto separado de o coextensivo con Mesquécia |
| 1603      | 1603          | Naquichevão                                | Nahçivan                                                    | Possiblemente nunca separada de Erevã |
| 1608      | 1865          | Eialete de Adana                           | آضنه Ażana (Adana)                                          | |
| 1571 1745 | 1660 -748     | Eialete de Chipre                          | قبرص Ḳıbrıṣ (Kıbrıs)                                        | |
| 1620 1715 | 1687 1829     | Eialete de Moreia                          | Mora                                                        | Originalmente parte de la provincia Archipiélago Egeo |
| 1660      | 1841          | Eialete de Sidom                           | Sayda                                                       | |
| 1661      | 1692          | Eialete de Varad                           | Varad                                                       | |
| 1663      | 1685          | Eialete de Uyvar                           | Uyvar                                                       | |
| 1669      | 1867          | Eialete de Creta                           | Girid                                                       | |
| 1672      | 1699          | Eialete de Podólia                         | Podolya                                                     | Supervisado por vários serdares (marechais) em vez dos beilerbeis (governadores) |
| 1826      | 1864          | Eialete de Adrianópolis                    | Edirne                                                      | Transformado no Valiato de Edirne |
| 1826      | 1864          | Eialete de Monastir                        | Monastir                                                    | |
| 1826      | 1864          | Eialete de Salónica                        | Selanik                                                     | |
| 1826      | 1864          | Eialete de Aidim                           | Aydın                                                       | |
| 1827      | 1864          | Eialete de Ancara                          | Ankara                                                      | |
| 1827      | 1864          | Eialete de Kastamonu                       | Kastamonu                                                   | |
| 1833      | 1851          | Eialete da Herzegovina                     | Hersek                                                      | |
| 1841      | 1867          | Eialete de Hüdavendigâr                    | Hüdavendigâr                                                | |
| 1845      | 1847          | Eialete de Karasi                          | Karesi                                                      | |
| 1846      | 1864          | Eialete de Niš                             | Niş                                                         | |
| 1846      | 1864          | Eialete de Vidin                           | Vidin                                                       | |